# Anticla symphora
Anticla symphora är en fjärilsart som beskrevs av William Schaus 1929. Anticla symphora ingår i släktet Anticla och familjen silkesspinnare. Inga underarter finns listade i Catalogue of Life.